# 五島盛道
五島 盛道（ごとう もりみち）は、肥前国福江藩7代藩主。五島家27代当主である。

## 生涯
宝永8年（1711年）3月23日、第6代藩主・五島盛佳の長男として福江で生まれる。享保11年（1726年）2月27日に元服する。享保13年（1728年）8月11日、父の隠居により家督を継いだ。
藩財政悪化により財政再建を中心とした藩政改革に着手するが、この頃になると領民の生活も困窮して財政悪化は深刻化しており、延享4年（1747年）には参勤交代のための資金調達さえままならなかったという逸話もある。このため宝暦2年（1752年）には遂に家臣団より上知策をとって知行を削減し、さらに幕府から2000両を借り受けるなどしている。しかし、やがてその借金返済のため、百姓から「高役銀」と呼ばれる税を強制的に徴収し、ますます生活に困窮した領民は子供を質奉公に出す状況にまで陥ったといわれる。
宝暦11年（1761年）には、藩政史上最悪の悪法といわれる「三年奉公制」が開始された。これは、領民の長女を除く娘が16歳に達すると、福江の武家へ3年間無給で奉公に出すという、いわば人身売買、もしくは奴隷制度に近いものであった。3年の奉公の後、里に帰り結婚するのであるが、離婚すると再度、3年間奉公に出された。米5石または銀300匁を藩に差し出せば免除されるという抜け道もあった。しかし、これは相当に裕福な領民でなければ捻出できる額ではなく、ほとんどの領民は奉公に出された。「人付け改め」と共にこの制度は幕末まで続くことになり、藩もこれを奨励したとまでいわれている。
このような一連の悪政から商人の信用を失い、以後は商人の援助なくしては藩政も立ち行かなくなり、次第に商人が藩政に介入することになる。また、倹約を主にした緊縮財政政策も失敗に終わった。
明和6年（1769年）12月20日、次男・盛運に家督を譲って隠居する。安永9年（1780年）4月20日に死去した。享年70。

## 系譜
父母
- 五島盛佳（父）
- 林氏 ー 側室（母）

正室
- 達子 ー 井上正敦の養女、井上正矩の娘

側室
- 峯女 ー 中村氏
- 品 ー 八尾氏
- 里也女

子女
- 五島盛義（長男）
- 五島盛運（次男）生母は品（側室）
- 五島道高（三男）
- 五島盛恭（四男）
- 伊東長詮正室
- 松平康道正室
- 松平康知正室
- 石川総武継室